# Rivière Compeau
La rivière Compeau est un fleuve tributaire de la rive sud du Lac aux Feuilles lequel se connecte à la baie d'Ungava. La rivière Compeau coule dans le territoire non organisé de la Rivière-Koksoak, de la région du Kativik, situé dans la région administrative du Nord-du-Québec, au Québec, au Canada.

## Géographie
Les principaux bassins versants de la rivière Compeau sont : 
- côté nord : lac aux Feuilles ;
- côté est : lac Lasalle, rivière Conefroy ;
- côté sud : rivière Koksoak ;
- côté ouest : rivière Deharveng, lac Tasialuk, lac Tasikallaapik, lac Raby.

La rivière Compeau prend sa source d'un petit lac sans nom (altitude : 269 m), situé à l'ouest du lac Gélinas (altitude : 224 m) et au nord des lacs Weepniam (altitude : 217 m) et Thévenet (altitude : 206 m).
La rivière Compeau coule vers le nord en parallèle à la rivière Deharveng (située du côté ouest), à la rivière Sanirqitik (affluent de la rivière Deharveng), et à la rivière Conefroy (située du côté est). Dans son cours, la rivière Compeau traverse plusieurs lacs formés par un élargissement de la rivière, notamment : Lacasse (longueur : 12,5 km ; altitude : 194 m) lequel reçoit les eaux du lac Phillips (longueur : 7,8 km ; altitude : 195 m), Qamaniik (longueur : 7,1 km ; formé de deux plans d'eau ; altitude : 93 m), et Larochelle (longueur : 7,7 km ; altitude : 91 m).
L'embouchure de la rivière Compeau se déverse au fond de la baie sur la rive sud de l'Anse du Comptoir, situé au sud de la passe Ikirasaq dans le lac aux Feuilles. Cette anse est située en face de la Pointe de l'Angerine qui s'avance vers le sud, délimitant la Passe de l'Algerine qui relie le lac aux Feuilles et la baie d'Ungava.

## Toponymie
Le toponyme Rivière Compeau a été officialisé le 5 décembre 1968 à la Commission de toponymie du Québec.